# Wassoie
La Wassoie ou ruisseau de Wassoie est un ruisseau de Belgique coulant en province de Luxembourg, affluent de la Wamme. 
Son confluent se situe à Harsin.